# 수전 코너
수잔나 "수전" 코너(영어: Susanna "Susan" Kohner, 1936년 11월 11일 ~ )는 미국의 배우이다.

## 영화
- 불타는 전장 (1955년 영화)
- 슬픔은 그대 가슴에

## 같이 보기
- 크리스 와이츠
- 폴 와이츠
- 루피타 토바르